# Joan Matabosch i Grifoll
Joan Matabosch i Grifoll (Barcelona, Barcelonès, 1961) és un crític musical i director artístic d'òpera i periodista català.
Començà la seva formació estudiant sociologia a la Universitat Complutense de Madrid, on acabà llicenciant-se. També estudià música al Conservatori Superior de Música del Liceu i ciències de la informació a la Universitat Autònoma de Barcelona. Inicià la seva vinculació professional al món líric com a crític d'òpera, música, teatre i dansa a diverses publicacions nacionals i internacionals. El 1993, fou nomenat director artístic adjunt del Gran Teatre del Liceu, al costat d'Albin Hänseroth. El 1996, dos anys després de l'incendi que destruí completament el teatre, passà a ser-ne el director artístic. Des del seu càrrec, ha impulsat la renovació viscuda pel Liceu, tant des del punt de vista artístic com social. Coneixedor dels diversos corrents de la dramatúrgia internacional, ha afavorit al Liceu la creació de noves produccions amb directors d'escena i grups catalans, com La Fura dels Baus, Calixto Bieito, Mario Gas, Els Comediants, Ariel García Valdés, Núria Espert, Lluís Pasqual, Josep Maria Flotats, entre d'altres, i estrangers com Peter Konwitschny i Herbert Wernicke, i ha alternat en la programació obres del gran repertori amb estrenes o reposicions d'obres del segle xx. Així mateix, ha incorporat i promogut noves veus al costat de les consagrades, i ha promogut funcions i abonaments populars que han tingut una acceptació massiva, diversificant l'oferta del Liceu amb un ampli ventall d'activitats que obriren el teatre a nous públics, amb les activitats del nou foyer del teatre: les sessions "en ocasió de" les òperes de la temporada, les sessions "golfes" i una programació infantil consolidada. Des del 2000 presideix el jurat del Concurs Internacional de Cant Francesc Viñas i el 2008 assumí la presidència de l'associació Òpera Europa. El setembre de 2013 renuncià al càrrec de director artístic del Liceu per a ocupar el mateix càrrec al Teatro Real de Madrid, substituint a l'anterior director, Gerard Mortier.
EL 2019 la Casa de Madrid a Barcelona li atorgà el Premi Mariblanca, concedit anualment a aquelles persones nascudes a Catalunya que han destacat per la seva tadca professional a la capital espanyola.